# Paul Millns
Paul Millns (* 1945 in Norfolk) ist ein britischer Bluespianist, Songwriter und Sänger.

## Leben und Werk
Paul Millns begann seine Karriere gegen Ende der 1960er Jahre, als er mit Musikern wie Alexis Korner, Eric Burdon, Louisiana Red, Bert Jansch, Dr Hook’s Denis Le Courier, Peter Thorup von CCS, John Mayall, David Crosby, Murray Head, Ralph McTell und John Martyn  auftrat und zusammenarbeitete. In Deutschland wurde er u. a. durch seinen Auftritt im Rockpalast im Jahr 1980 bekannt. Im Songwriting wurde Millns durch Bob Dylan, Joni Mitchell und Tim Hardin beeinflusst, musikalisch gibt er auch Ray Charles als großen Einfluss an. Millns veröffentlichte bislang elf CDs mit eigenen Liedern. Auch schrieb er die Musik zu verschiedenen Filmen.

## Diskografische Hinweise
- Paul Millns; Phillips, 1975 (Offizielles Debütalbum)
- Heartbreaking Highway; Teldec/Telefunken-Decca, 1980
- Gibbi Westgermany; Filmmusik, 1980
- Till the Morning comes; Mays Records, 1982
- Finally Falls The Rain; Jeton Records, 1985 (mit Olaf Kübler)
- Reaching Out; Plane Records, 1987
- Simply Blue; Hypertension Records, 1993 (Compilation)
- Unsung Heroes; Acoustic Music, 1998
- Secret Operations; Slow Motian Records, o. J.
- Against The Tide; Valve Records, 2001
- Footsteps; Acoustic Music, 2001
- Stories I Could Tell; Valve Records, 2003
- Undercover; Acoustic Music, 2006
- When Love Comes Calling; 2008
- Calling All Clowns; 2010
- Live in Geneva; 2012
- Uns fragt ja keiner; Rakete Medien GmbH, 2013 (mit Heinz Rudolf Kunze und Tobias Künzel)
- Gone Again; Rakete, 2014
- Full Moon over Goseck [70th Birthday live Concert]; Alsina, 2015
- A Little Thunder; Acoustic Music, 2019
- Close to the Bone; Amps, 2024